# Bayelsa Queens Football Club
Maillots
Actualités
Dernière mise à jour : 15 juin 2024.
Le Bayelsa Queens Football Club est un club de football féminin nigérian basé à Yenagoa dans l'état de Bayelsa. C'est la section féminine du Bayelsa United.

## Histoire
Lors de la saison 2017-2018, les Baylesa Queens battent les tenantes du titre, les Nasarawa Amazons, en finale du championnat. Elles remportent ensuite le Shield en battant les Rivers Angels, vainqueures de la coupe. En 2021, le club remporte la coupe du Nigeria en battant le FC Robo en finale, quelques heures avant que leurs homologues masculins du Bayelsa United ne les imitent pour un doublé historique.
En 2022, les Bayelsa Queens remportent tous leurs matches lors du Super Six, portés par leur recrue Gift Monday auteure de 9 buts en 5 matches, dont un doublé lors de la dernière journée face à leurs dauphines, les Nasarawa Amazons. L'équipe se qualifie ainsi pour la Ligue des champions.

## Palmarès
| Compétitions nationales | Compétitions internationales                                                                                |
| --- | --- |
| - Championnat du Nigeria féminin (6) - Champion : 2004, 2006, 2007, 2017-2018, 2021-2022 et 2024-2025. - Coupe du Nigeria féminine (2) - Vainqueur : 2021 et 2023. - Supercoupe du Nigeria (1) - Vainqueur : 2019. - Flying Officers Cup (1) - Vainqueur : 2020. - Betsy Obaseki Women’s Football Tournament (1) - Vainqueur : 2021. | - Ligue des champions féminine de la CAF: - Troisième : 2022 - Tournoi zonal UFOA-B (1) : - Champion : 2022 |